# Отто Вайдінгер
Отто Вайдінгер (нім. Otto Weidinger; нар. 27 травня 1914, Вюрцбург — пом. 11 січня 1990, Аален, Баден-Вюртемберг) — німецький воєначальник часів Третього Рейху, оберштурмбанфюрер військ СС (1944). Кавалер Лицарського хреста з Дубовим листям та Мечами (1945).

## Біографія
Навчався у початковій і вищій гуманітарній школах, але навчання не завершив і атестат не отримав. Член СС (№114 921). 16 квітня 1936 року вступив у караульний штурмбанн СС, дислокований в концтаборі Дахау. Закінчив юнкерське училище СС в Брауншвейзі, а також курси командирів взводів в Дахау. 20 квітня 1936 року відправлений на курси командирів саперних частин. 9 листопада 1938 року призначений ад'ютантом батальйону, потім командиром роти в запасному батальйоні СС.
Учасник Польської і Французької кампаній. 23 вересня 1940 року переведений в штаб дивізії СС «Райх». Учасник Балканської кампанії і боїв на радянсько-німецькому фронті. потім тимчасово служив викладачем тактики в юнкерському училищі СС в Брауншвейзі і в Головному судовому управлінні СС, поки, нарешті, 1 червня 1943 року не повернувся в дивізію СС «Дас Райх». Відзначився у боях на радянсько-німецькому фронті, де командував розвідувальним батальйоном 2-ї танкової дивізії СС «Дас Райх». 15 червня 1944 року прийняв командування над 4-м моторизованим полком «Фюрер» своєї дивізії, на той момент перекинутої на Захід. 8 травня 1945 року разом із своїм полком здався американським військам.

## Нагороди
- Кільце «Мертва голова»
- Почесна шпага рейхсфюрера СС
- Медаль «У пам'ять 13 березня 1938 року» (2 березня 1939)
- Медаль «У пам'ять 1 жовтня 1938»
- Залізний хрест
  - 2-го класу (15 листопада 1939)
  - 1-го класу (25 липня 1940)
- Нагрудний знак «За поранення»
  - в чорному (4 вересня 1941)
  - в сріблі (19 серпня 1943)
- Штурмовий піхотний знак в бронзі (21 жовтня 1941)
- Нарукавний знак «За знищений танк»
- Хрест Воєнних заслуг 2-го класу з мечами (30 січня 1943)
- Німецький хрест в золоті (26 листопада 1943)
- Лицарський хрест Залізного хреста з дубовим листям і мечами
  - Лицарський хрест (21 квітня 1944)
  - Дубове листя (№688; 26 грудня 1944) — за заслуги в боях у Нормандії.
  - Мечі (№150; 6 травня 1945) — за заслуги у боях на Південному Сході.
- Нагрудний знак ближнього бою в бронзі (30 квітня 1944)

Військова кар'єра
- 1936 — унтерштурмфюрер СС
- липень 1940 — гауптштурмфюрер СС
- червень 1943 — штурмбанфюрер СС
- 21 квітня 1944 — оберштурмбанфюрер СС

## Твори
- Otto Weidinger. Das Reich. — J.J. Fedorowicz Pub, 2002.(нім.)